# أندزق
أندزق هي قرية في مقاطعة مشكين شهر، إيران. يقدر عدد سكانها بـ 409 نسمة بحسب إحصاء 2016.